# Élite
Élite (estilizado como ELITƎ) é uma série de televisão via streaming de origem espanhola, dos gêneros suspense e drama adolescente criada por Carlos Montero e Darío Madrona para a plataforma Netflix. A série se passa em Las Encinas, um colégio fictício em Madrid onde os alunos da alta sociedade da Espanha possuem o privilégio de uma boa educação, porém, diversos segredos e intrigas se desenrolam entre os estudantes que culminam em assassinatos, relacionamentos, amizades e rivalidades. A princípio, a série apresenta María Pedraza, Itzan Escamilla, Miguel Bernardeau, Miguel Herrán, Jaime Lorente, Álvaro Rico, Arón Piper, Mina El Hammani, Ester Expósito, Omar Ayuso e Danna Paola no elenco principal.
Élite explora conceitos e temas associados aos dramas da adolescência, mas também apresenta questões mais progressistas e outros aspectos de seus clichês. Estruturalmente, a série emprega um enredo que envolve um elemento misterioso, com cada temporada ocorrendo em duas linhas do tempo. A primeira temporada é composta por oito episódios, foi lançada em 5 de outubro de 2018. A série recebeu críticas positivas dos críticos e do público, com muitos saudando a série como um "prazer culpado" e elogiando sua escrita, atuação e interpretação de temas maduros. A primeira temporada havia sido transmitida por mais de 20 milhões de assinantes de acordo com o serviço, tornando uma das séries mais populares do catalogo.

## Premissas

### Primeira temporada (2018)
Após o colapso do prédio de um colégio público devido as obras mal feitas, os três amigos Samuel, Nadia e Christian – ambos de classe social média baixa – ganham uma bolsa de estudos para estudarem em Las Encinas, um colégio particular de prestígio em Madrid, Espanha, onde os estudantes herdeiros de famílias de classe social alta do país possuem diversos privilégios de uma boa educação. Ao ingressarem no colégio, os três são inicialmente discriminados e hostilizados pelos estudantes ricos, porém à medida que o ano letivo avança, as suas vidas entrelaçam-se num choque de estilos de vida, ressentimentos, inveja e atração sexual. A mistério da temporada é sobre o assassinato de Marina, que foi atacada e golpeada com um objeto pesado na cabeça durante uma festa na escola. 

### Segunda temporada (2019)
Um ano após os eventos anteriores, os estudantes retornam ao colégio para o último ano letivo após o assassinato de Marina, e são acompanhados pela chegada de três novos alunos – Cayetana, Valério e Rebeka – todos eles com seus próprios segredos obscuros. Eles fazem amizade com os alunos da turma enquanto Samuel continua com seu plano para limpar o nome de seu irmão Nano, que foi acusado do assassinato de Marina, enquanto mantém um relacionamento sexual com Carla e Rebeka. Enquanto isso, Polo tenta o suicídio para limpar a consciência, mas acaba aprendendo a viver feliz com a ajuda de Cayetana. A saúde mental de Ander deteriora-se devido ao fardo de manter o segredo de Polo. O mistério da temporada é sobre o desaparecimento de Samuel, criando um ar de mistério e preocupação por parte de seus amigos e resultando numa investigação policial e um interrogatório de todos os alunos para encontrá-lo, porém é revelado no final que tudo se passava de um plano para Carla confessar o crime de Polo a polícia. Ela confessa o crime de Polo, que é preso, mas é libertado duas semanas depois por falta de provas e volta para a escola.

### Terceira temporada (2020)
Os alunos ingressam no último semestre em Las Encinas. Polo é excluído pelos amigos após a descoberta de ser o assassino de Marina, buscando apoio em Cayetana, sua namorada. Valério e Lu mantém uma relação incestuosa, ao mesmo tempo que Valério se afeiçoa a Cayetana e Polo e propõe um ménage. Samuel e Guzmán continuam o seu plano para fazer justiça pelos crimes de Polo. Lu e Nadia concorrem a uma bolsa de estudos para estudarem na Universidade de Columbia em Nova Iorque, nos Estados Unidos, levando as duas a formar uma amizade mútua. Ander é diagnosticado com leucemia e inicia o processo de quimioterapia, causando diversos problemas em seu relacionamento com Omar e atritos entre ele e seus entes queridos. Malick, um novo estudante, se afeiçoa a Nadia e se torna seu namorado, porém esconde está apaixonado por Omar. Yeray, um antigo estudante que retorna ao colégio para concluir o ano letivo, se aproxima de Carla, porém o relacionamento é forjado pelos pais dela, que mantém um acordo com a família dele para salvar a empresa da família da falência. Rebeka entra em conflito com sua mãe após sua prisão por trafico de drogas, entrando em uma crise existencial sobre seguir os passos da mãe no mundo do crime. O mistério da temporada é sobre o assassinato de Polo, que foi perfurado no peito e derrubado pela janela da boate na noite de formatura. No final, é revelado que Lu, em estado de embriaguez, acidentalmente esfaqueia Polo, que tropeça e cai para a morte. Samuel, Guzmán, Ander, Omar, Nadia, Carla, Valerio, Rebeka e Cayetana concordam em encobrir o assassinato. Incapaz de encontrar um suspeito, a morte de Polo acaba sendo considerada suicídio e seus pais contam à polícia que ele confessou o assassinato de Marina. Dois meses depois, Samuel, Guzman, Ander e Rebeka voltam para repetir o último ano com Omar, que se matriculou como estudante em período integral, e Cayetana se torna a nova faxineira de Las Encinas.

### Quarta temporada (2021)
O início de um novo ano em Las Encinas traz a chegada de um novo diretor, Benjamin, um homem rígido e autoritário, que implanta novas regras severas no colégio. Com a sua chegada, temos a vinda de seus três filhos para o colégio – Ari, Mencía e Patrick. Os filhos de Benjamin ingressam na mesma turma de Samuel, Guzmán, Rebeka, Ander e Omar, junto com Phillipe, um príncipe franco-espanhol, que se junta a Las Encinas após um escândalo misterioso. Os quatro novos alunos começam a formar laços com os veteranos. Ari começa a se envolver em um triângulo amoroso com Samuel e Guzmán, criando uma rivalidade entre eles. Patrick se aproxima de Ander e Omar, criando um triângulo amoroso que acaba mexendo com o relacionamento e os sentimentos deles. Mencía se apaixona por Rebeka, porém ela ingressa na prostituição e se envolve com Armando, um empresário inescrupuloso e abusivo, próximo de Benjamin. Cayetana começa a se envolver com Phillipe, porém ela desconfia que ele mantém um segredo obscuro. O mistério da temporada é sobre a tentativa de homicídio de Ari, que é encontrada entre a vida e a morte no lago de um clube durante uma festa de ano novo. No final, é revelado que Armando tentou matar Ari, porém é descoberto e assassinado por Guzmán, com Samuel, Rebeka e Omar ajudando a esconder o corpo no lago.

### Quinta temporada (2022)
Após a morte de Armando pelas mãos de Guzmán, ele e Ander abandonaram a escola para viajar pelo mundo. Samuel e Rebeka escondem a verdade sobre o que aconteceu de todos, incluindo Omar, Cayetana, Ari, Mencía e Patrick. No entanto, quando o corpo é descoberto, acaba colocado em jogo o segredo de Samuel e Rebeka e desencadeando uma série de eventos misteriosos. Além disso, dois novos alunos – Isadora e Iván – começam a frequentar Las Encinas e logo formam laços com os atuais veteranos. Paralelamente, o caso do estupro de Phillipe vem à tona, dividindo os alunos de Las Encinas entre quem acredita na mudança do príncipe, e com a recém-chegada de Isadora, que vai contra a permanência dele no colégio, acaba criando desentendimentos entre ela e Cayetana. Iván começa a desenvolver uma amizade com Patrick e um romance com Ari, porém ele acaba se entregando romanticamente a Patrick, ao mesmo tempo que Patrick se envolve com Cruz, pai de Iván e um dos jogadores de futebol mais famosos do mundo. Ari se afunda cada vez mais nas drogas e bebidas, enquanto Mencía e Rebeka enfrentam uma crise no relacionamento. O mistério da temporada é sobre o assassinato de Samuel, encontrado morto em uma piscina com um golpe na cabeça. No final, é revelado que Benjamin atacou Samuel e tentou esconder o corpo, porém Ari, Patrick, Mencía, Rebeka e Omar descobrem o crime e chamam as autoridades para prender Benjamin.

### Sexta temporada (2022)
Três meses após a morte de Samuel e a prisão de Benjamin por seu assassinato, Ari, Patrick e Mencía são forçados a retornarem a Las Encinas para concluir o ano letivo. Desde então, Omar, Rebeka e Phillipe se formaram e se mudaram de Madrid. Enquanto isso, Iván e Isadora entram no último ano. Os veteranos são recebidos por alguns novos alunos – Nico, Rocío, Dídac e Sara – esta última acompanhada por seu namorado Raúl. Após se assumir bissexual, Iván assumiu um namoro com Patrick, porém uma série de eventos traumáticos acaba colocando em crise o relacionamento. Sara e Raúl são um casal de influenciadores que aparentam manterem um relacionamento "perfeito", porém por trás das câmeras é revelado que Sara está presa em um relacionamento abusivo, enquanto Raúl mostra uma personalidade agressiva e possessiva com ela. Mencía demonstra preocupação por Sara, que tenta afastar ela de Raúl para sua segurança. Ari continua com o seu vício em bebidas e drogas, ao mesmo tempo que ela começa a se envolver com Nico – este que passa por uma crise de identidade por ser um homem transsexual e não se sentir "completo" para agradar as mulheres. Rocío é uma estudante rica de origem guinesa que estabelece um relacionamento com Bilal, mas a princípio os sentimentos não são correspondidos. Isadora busca por vingança após o caso de estupro cometido a ela pelos estudantes Hugo, Javier e Álex ser absolvido na justiça por falta de provas. Ela acaba se aliando ao seus amigos, especialmente Dídac, um estudante que trabalha na sua boate e ambos desenvolver um interesse romântico. O mistério da temporada é sobre o atropelamento em Iván, deixando-o entre a vida e a morte. No final, é entendido que Mencía era a responsável pelo acidente, por está dirigindo bêbada e drogada, porém é revelado que Sara cometeu o acidente, colocando a culpa em Mencía após pressão psicológica de Raúl. Por fim, Benjamin é liberado da prisão após os filhos deporem a favor dele, e então a família decide ir embora de Madrid para recomeçar a vida. 

### Sétima temporada (2023)
Omar está vivendo uma nova vida na universidade e longe de Las Encinas, mas ele não consegue seguir em frente. A culpa que sente pela morte de Samuel e o sofrimento daquele período ainda estão muito presentes, levando-o a fazer terapia. Graças a um estágio, ele decide retornar à escola onde tudo aconteceu para enfrentar seus demônios cara a cara. Através da jornada de Omar, descobriremos que o restante dos estudantes também está lutando silenciosamente contra seus próprios infernos.  Iván está com o coração partido. Isadora precisa lidar com sua perigosa família e seus sentimentos por Dídac. Além disso, a sétima temporada de Elite também foca nas histórias de novos alunos, que entram para o mundo insano de Las Encinas, Chloe: Uma nova aluna em Las Encinas que adora escândalos tanto quanto vídeos explícitos. Por trás dessa fachada provocante, há uma garota insegura que tem um relacionamento tóxico com sua mãe Carmen uma mulher super sedutora e ama a boa vida. Às vezes, não entende seu lugar e compete com sua filha tanto em roupas provocantes quanto em fazer novas amizades em Las Encinas. Eric: Primo rebelde de Nico. Um indivíduo livre, antissistema e naturalmente anárquico que esconde medos, inseguranças e uma constante tendência à autodestruição. Joel: Namorado de Omar,  é um raio de luz apesar dos golpes constantes que a vida lhe deu. Muito humilde e sobrevivendo dia após dia, ele tem clareza de que não pode se dar ao luxo de ter sonhos além do presente. Até que, de repente, surge a possibilidade de dar uma guinada de 180 graus em sua vida ao conhecer Iván fica dividido entre ele e seu namorado Omar. 

## Atores e Personagens
| Legenda         | Legenda                        |
| --------------- | ------------------------------ |
|                 | Creditado no elenco principal  |
|                 | Creditado no elenco recorrente |
|                 | Creditado como participação    |
| Does not appear | Personagem ausente             |

| Atores                 | Personagens                                         | Temporadas       | Temporadas       | Temporadas       | Temporadas       | Temporadas       | Temporadas       | Temporadas       | Temporadas       |
| Atores                 | Personagens                                         | 1                | 2                | 3                | 4                | 5                | 6                | 7                | 8                |
| Elenco principal       | Elenco principal                                    | Elenco principal | Elenco principal | Elenco principal | Elenco principal | Elenco principal | Elenco principal | Elenco principal | Elenco principal |
| ---------------------- | --------------------------------------------------- | ---------------- | ---------------- | ---------------- | ---------------- | ---------------- | ---------------- | ---------------- | ---------------- |
| María Pedraza          | Marina Nunier Osuna                                 |                  |                  |                  |                  |                  |                  |                  |                  |
| Itzan Escamilla        | Samuel "Samu" García Domínguez                      |                  |                  |                  |                  |                  |                  |                  |                  |
| Miguel Bernardeau      | Guzmán Nunier Osuna                                 |                  |                  |                  |                  |                  |                  |                  |                  |
| Miguel Herrán          | Christian Varela Expósito                           |                  |                  |                  |                  |                  |                  |                  |                  |
| Jaime Lorente          | Fernando "Nano" García Domínguez                    |                  |                  | [ a ]            |                  |                  |                  |                  |                  |
| Álvaro Rico            | Leopoldo "Polo" Benavent Villada                    |                  |                  |                  |                  |                  |                  |                  |                  |
| Arón Piper             | Ander Muñoz                                         |                  |                  |                  |                  |                  |                  |                  |                  |
| Mina El Hammani        | Nadia Shanaa                                        |                  |                  |                  |                  |                  |                  |                  |                  |
| Ester Expósito         | Carla Rosón Caleruega                               |                  |                  |                  |                  |                  |                  |                  |                  |
| Omar Ayuso             | Omar Shanaa                                         |                  |                  |                  |                  |                  |                  |                  |                  |
| Danna Paola            | Lucrecia "Lu" Montesinos Hendrich                   |                  |                  |                  |                  |                  |                  |                  |                  |
| Jorge López            | Valerio Montesinos Rojas                            |                  |                  |                  |                  |                  |                  |                  |                  |
| Claudia Salas          | Rebeka "Rebe" Parrilla López                        |                  |                  |                  |                  |                  |                  |                  |                  |
| Georgina Amorós        | Cayetana "Caye" Grajera Pando                       |                  |                  |                  |                  |                  |                  |                  |                  |
| Leïti Sène             | Malick Diallo                                       |                  |                  |                  |                  |                  |                  |                  |                  |
| Sergio Momo            | Yeray Engonga                                       |                  |                  |                  |                  |                  |                  |                  |                  |
| Carla Díaz             | Ariadna "Ari" Blanco Commerford                     | Does not appear  | Does not appear  | Does not appear  |                  |                  |                  | Does not appear  | Does not appear  |
| Martina Cariddi        | Mencía Blanco Commerford                            | Does not appear  | Does not appear  | Does not appear  |                  |                  |                  | Does not appear  | Does not appear  |
| Manu Ríos              | Patrick Blanco Commerford                           | Does not appear  | Does not appear  | Does not appear  |                  |                  |                  | Does not appear  | Does not appear  |
| Pol Granch             | Phillipe Florian Von Triesenberg                    | Does not appear  | Does not appear  | Does not appear  |                  |                  | Does not appear  | Does not appear  | Does not appear  |
| Andrés Valencoso       | Armando de la Ossa                                  | Does not appear  | Does not appear  | Does not appear  |                  |                  | Does not appear  | Does not appear  | Does not appear  |
| Diego Martín           | Benjamín Blanco                                     | Does not appear  | Does not appear  | Does not appear  |                  |                  |                  | Does not appear  | Does not appear  |
| Valentina Zenere       | Isadora Artiñán                                     | Does not appear  | Does not appear  | Does not appear  | Does not appear  |                  |                  |                  |                  |
| André Lamoglia         | Iván Carvalho                                       | Does not appear  | Does not appear  | Does not appear  | Does not appear  |                  |                  |                  |                  |
| Carloto Cotta          | Cruz Carvalho                                       | Does not appear  | Does not appear  | Does not appear  | Does not appear  |                  |                  |                  | Does not appear  |
| Adam Nourou            | Bilal Ibrahim                                       | Does not appear  | Does not appear  | Does not appear  | Does not appear  |                  |                  | Does not appear  | Does not appear  |
| Guillermo Campra       | Hugo Múler                                          | Does not appear  | Does not appear  | Does not appear  | Does not appear  |                  |                  | Does not appear  | Does not appear  |
| Ignacio Carrascal      | Javier                                              | Does not appear  | Does not appear  | Does not appear  | Does not appear  |                  |                  | Does not appear  | Does not appear  |
| Mark Bonnin            | Alejandro "Álex" Díaz                               | Does not appear  | Does not appear  | Does not appear  | Does not appear  |                  |                  | Does not appear  | Does not appear  |
| Carmen Arrufat         | Sara                                                | Does not appear  | Does not appear  | Does not appear  | Does not appear  | Does not appear  |                  |                  |                  |
| Álex Pastrana          | Raúl                                                | Does not appear  | Does not appear  | Does not appear  | Does not appear  | Does not appear  |                  |                  | Does not appear  |
| Álvaro de Juana        | Dídac Ramos Vico                                    | Does not appear  | Does not appear  | Does not appear  | Does not appear  | Does not appear  |                  |                  | Does not appear  |
| Ander Puig             | Nicolás "Nico" Alfonso Fernández de Velasco Viveros | Does not appear  | Does not appear  | Does not appear  | Does not appear  | Does not appear  |                  |                  |                  |
| Ana Bokesa             | Rocío Owono Durán                                   | Does not appear  | Does not appear  | Does not appear  | Does not appear  | Does not appear  |                  |                  | Does not appear  |
| Nadia Al Saaidi        | Sonia                                               | Does not appear  | Does not appear  | Does not appear  | Does not appear  | Does not appear  |                  |                  |                  |
| Mirela Balic           | Chloe                                               | Does not appear  | Does not appear  | Does not appear  | Does not appear  | Does not appear  | Does not appear  |                  |                  |
| Gleb Ambrosimov        | Eric de Velasco                                     | Does not appear  | Does not appear  | Does not appear  | Does not appear  | Does not appear  | Does not appear  |                  |                  |
| Fernando Líndez        | Joel                                                | Does not appear  | Does not appear  | Does not appear  | Does not appear  | Does not appear  | Does not appear  |                  |                  |
| Alejandro Albarracín   | Luís                                                | Does not appear  | Does not appear  | Does not appear  | Does not appear  | Does not appear  | Does not appear  |                  |                  |
| Iván Mendes            | Dalmar                                              | Does not appear  | Does not appear  | Does not appear  | Does not appear  | Does not appear  | Does not appear  |                  |                  |
| Maribel Verdú          | Carmen                                              | Does not appear  | Does not appear  | Does not appear  | Does not appear  | Does not appear  | Does not appear  |                  |                  |
| Leonardo Sbaraglia     | Martín Artiñán                                      | Does not appear  | Does not appear  | Does not appear  | Does not appear  | Does not appear  | Does not appear  |                  | Does not appear  |
| Anitta                 | Jéssica                                             | Does not appear  | Does not appear  | Does not appear  | Does not appear  | Does not appear  | Does not appear  |                  | Does not appear  |
| Elenco Recorrente      |                                                     |                  |                  |                  |                  |                  |                  |                  |                  |
| Ainhoa Santamaría      | Inspetora                                           |                  |                  |                  | Does not appear  | Does not appear  | Does not appear  | Does not appear  | Does not appear  |
| Irene Arcos            | Pilar Domínguez                                     |                  |                  |                  | Does not appear  | Does not appear  | Does not appear  | Does not appear  | Does not appear  |
| Ramón Esquinas         | Ventura Nunier                                      |                  |                  |                  | Does not appear  | Does not appear  | Does not appear  | Does not appear  | Does not appear  |
| Rocío Muñoz-Cobo       | Laura Osuna                                         |                  |                  |                  | Does not appear  | Does not appear  | Does not appear  | Does not appear  | Does not appear  |
| Jorge Suquet           | Profesor Martín                                     |                  | Does not appear  | Does not appear  | Does not appear  | Does not appear  | Does not appear  | Does not appear  | Does not appear  |
| Abdelatif Hwidar       | Yusef Shanaa                                        |                  |                  |                  | Does not appear  | Does not appear  | Does not appear  |                  |                  |
| Elisabet Gelabert      | Azucena de Muñoz                                    |                  |                  |                  |                  | Does not appear  | Does not appear  | Does not appear  | Does not appear  |
| Farah Hamed            | Imán Shanaa                                         |                  |                  |                  | Does not appear  | Does not appear  | Does not appear  |                  |                  |
| Alfredo Villa          | Antonio Muñoz                                       |                  |                  | Does not appear  | Does not appear  | Does not appear  | Does not appear  | Does not appear  | Does not appear  |
| Lola Marceli           | Beatriz Caleruega                                   |                  |                  |                  | Does not appear  | Does not appear  | Does not appear  | Does not appear  | Does not appear  |
| Rubén Martínez         | Teodoro Rosón                                       |                  |                  |                  | Does not appear  | Does not appear  | Does not appear  | Does not appear  | Does not appear  |
| Liz Lobato             | Andrea Villada                                      |                  |                  |                  | Does not appear  | Does not appear  | Does not appear  | Does not appear  | Does not appear  |
| Yaiza Guimaré          | Begoña Benavent                                     |                  |                  |                  | Does not appear  | Does not appear  | Does not appear  | Does not appear  | Does not appear  |
| Eva Llorach            | Sandra López Gallego                                | Does not appear  |                  |                  |                  | Does not appear  | Does not appear  | Does not appear  | Does not appear  |
| Marta Aledo            | Victoria Pando                                      | Does not appear  |                  | Does not appear  | Does not appear  | Does not appear  | Does not appear  | Does not appear  | Does not appear  |
| Boré Buika             | Tenente Sebastián Abaga                             | Does not appear  | Does not appear  | Does not appear  |                  |                  | Does not appear  | Does not appear  | Does not appear  |
| Rachel Lascar          | Estefanía von Triesenberg                           | Does not appear  | Does not appear  | Does not appear  |                  | [ b ]            | Does not appear  | Does not appear  | Does not appear  |
| Àlex Monner            | Felipe Ciprian                                      | Does not appear  | Does not appear  | Does not appear  | Does not appear  |                  | Does not appear  | Does not appear  | Does not appear  |
| Isabel Garrido         | Jess                                                | Does not appear  | Does not appear  | Does not appear  | Does not appear  |                  | Does not appear  | Does not appear  | Does not appear  |
| Iria del Río           | Greta                                               | Does not appear  | Does not appear  | Does not appear  | Does not appear  |                  | Does not appear  | Does not appear  | Does not appear  |
| Godeliv Van der Brandt | Virginia                                            | Does not appear  | Does not appear  | Does not appear  | Does not appear  | Does not appear  |                  |                  | Does not appear  |
| Luz Cipriota           | Roberta Artiñán                                     | Does not appear  | Does not appear  | Does not appear  | Does not appear  | Does not appear  |                  |                  | Does not appear  |
| Olaya Caldera          | María de Velasco Viveros                            | Does not appear  | Does not appear  | Does not appear  | Does not appear  | Does not appear  |                  |                  | Does not appear  |
| Pepe Ocio              | Alfonso Fernández                                   | Does not appear  | Does not appear  | Does not appear  | Does not appear  | Does not appear  |                  |                  | Does not appear  |
| Raúl Mérida            | Pau                                                 | Does not appear  | Does not appear  | Does not appear  | Does not appear  | Does not appear  |                  |                  | Does not appear  |
| Astrid Jones           | Catalina Durán                                      | Does not appear  | Does not appear  | Does not appear  | Does not appear  | Does not appear  | Does not appear  |                  | Does not appear  |
| María Ordoñez          | Luena                                               | Does not appear  | Does not appear  | Does not appear  | Does not appear  | Does not appear  | Does not appear  |                  | Does not appear  |
| Alfons Nieto           | José Luis                                           | Does not appear  | Does not appear  | Does not appear  | Does not appear  | Does not appear  | Does not appear  |                  | Does not appear  |
| Bernabé Fernández      | Mateo (Psicólogo de Omar)                           | Does not appear  | Does not appear  | Does not appear  | Does not appear  | Does not appear  | Does not appear  |                  | Does not appear  |

## Produção

### Desenvolvimento
"Estou animado para produzir Élite nesta fase da minha carreira. É divertido. Com a era de ouro das séries, agora posso alcançar na televisão o que sempre quis fazer com o cinema nos últimos anos. [...] Produtores, diretores e roteiristas já podem ir e vir entre o cinema e a televisão, principalmente a Netflix tem sido muito bom nesse quesito, pois reúne duas mídias diferentes".

—Francisco Ramos, produtor
Em 17 de julho de 2017, foi anunciado que a Netflix estava desenvolvendo a primeira temporada de uma série espanhola, sendo a segunda produção espanhola do serviço depois de Las chicas del cable. A série foi desenvolvida por Carlos Montero e Darío Madrona, que também são creditados como produtores executivos. A equipe da série deu uma entrevista para o The Hollywood Reporter e disse que a série "possui uma das equipes de escrita mais bem-sucedidas da Espanha". Montero e Madrona vieram para desenvolver a série depois de serem informados de que a Netflix estava procurando um programa para adolescentes e foram solicitados para produzir a série, com Montero apresentando a premissa básica.
Erik Barmack, vice-presidente de conteúdo original da Netflix, disse que Élite seria "um tipo muito diferente de thriller adolescente que cruzará fronteiras e afetará o público globalmente". Ainda assim, os criadores disseram que a série tem muitos temas espanhóis e identidade espanhola, para lhe dar "um sentido de lugar e de tempo, que é uma série deste momento e deste país". Em setembro de 2018, foi anunciado que a série iria estrear em 5 de outubro de 2018. O produtor Francisco Ramos falou sobre algumas das decisões na criação do programa em entrevista antes de seu lançamento. Ele disse que a escolha de ambientar o drama de mistério em uma escola secundária foi importante porque "é o momento da sua vida em que as coisas mais importam", permitindo-lhes explorar as pressões de se encaixar como uma elite ao lado das outras linhas da trama.
Em 17 de outubro de 2018, a Netflix renovou a série para uma segunda temporada. Durante este período, estava aumentando a produção na Espanha após ter construído novas instalações de produção em Madrid. Enquanto a Netflix renovava o programa, anunciou que ainda havia discussões sobre quais personagens iriam aparecer. A segunda temporada foi lançada em 6 de setembro de 2019; começou a produção depois que a audiência da primeira temporada foi conhecida, em janeiro de 2019, embora tenha sido escrita antes do lançamento da primeira temporada.
A estrutura interna do programa usa flash-forwards para avançar a trama e o mistério, que a Variety comparou com a de Big Little Lies. Ao falar da inovação na segunda temporada, o co-criador Darío Madrona disse que "queriam manter a fórmula fast-forward como um grampo da série, mas ao mesmo tempo ser diferente". Madrona disse: "Na primeira temporada estávamos cientes de que estávamos fazendo uma série para a Netflix e tentamos colocar tudo nela [...] Para a segunda temporada, pensamos que tínhamos a oportunidade de explorar os personagens e os novos também. Mas foi uma decisão instintiva". A Variety escreveu que a segunda temporada, portanto, pode ser semelhante à 3ª temporada de Stranger Things no modo como se compara às temporadas predecessoras mais voltadas para o enredo e como "se aprofunda a interação [dos personagens], em narrativas continuadas de amadurecimento que são profundamente influenciadas pela classe e pela economia". Os valores e custos de produção também foram aumentados para a segunda temporada, para permitir aos criadores mais liberdade.
A personagem Cayetana (Georgina Amorós), apresentada na 2ª temporada, aborda o tema das aparências sendo tudo - um tema da série - de um ângulo diferente. Ela é uma influenciadora das redes sociais e, de acordo com Amorós, "não é nada do que parece". A mídia social é outro tema examinado na 2ª temporada, com Darío Madrona e a atriz Mina El Hammani comentando como dá uma percepção de alguém ser bom se as pessoas gostam de quem eles são na Internet, o que pode ser perigoso.
Em 29 de agosto de 2019, foi relatado que a série foi renovada para uma terceira temporada, antes que a segunda temporada fosse ao ar. O logotipo da terceira temporada foi estilizado como "ELIT3". A terceira temporada estreou em 13 de março de 2020. Em 20 de janeiro de 2020, foi anunciado que a série havia sido renovada para uma quarta e quinta temporadas. Em 22 de maio de 2020, a Netflix anunciou oficialmente a renovação do programa para a quarta temporada, que já estava em desenvolvimento. Em 12 de abril de 2021, a Netflix anunciou oficialmente que a quarta temporada estreia em 18 de junho de 2021. 

### Escolha de elenco
O elenco principal inicial foi confirmado antes da esteia da série, com vários atores de outras séries e filmes originais da plataforma, incluindo Itzan Escamilla de Las chicas del cable, Danna Paola de Lo más sencillo es complicarlo todo, e María Pedraza, Jaime Lorente e Miguel Herrán, que participaram de La casa de papel. Paralelamente, o estreante Omar Ayuso também foi escalado, como um personagem com seu próprio nome, enquanto Ester Expósito, Mina El Hammani, Miguel Bernardeau, Arón Piper e Álvaro Rico foram adicionados ao elenco principal. Na segunda temporada, Georgina Amorós, que participou de Welcome to the Family e Vis a Vis, foi adicionada ao elenco. Anunciados pouco antes de seu lançamento, Claudia Salas e Jorge López se juntaram ao elenco. Na terceira temporada, Leïti Sène e Sergio Momo foram adicionados em um pequeno vídeo divulgado pela Netflix, em 4 de outubro de 2019.
Em 28 de janeiro de 2020, foi anunciado que a série consistirá em um novo elenco principal a partir da quarta temporada. Em 19 de maio de 2020, foi confirmado através da conta do Instagram da série que Mina El Hammani, Danna Paola, Ester Expósito, Álvaro Rico e Jorge López não voltarão para a próxima temporada. Sergio Momo e Leiti Sène, que apareceram em papeis principais na última, também não voltarão para a próxima temporada. Em 22 de maio de 2020, Itzan Escamilla, Miguel Bernardeau, Arón Piper, Omar Ayuso, Claudia Salas e Georgina Amorós foram confirmados para reprisar seus papéis. Em 28 de junho de 2020, Carla Díaz, Manu Ríos, Martina Cariddi, Pol Granch, Diego Martín e Andrés Velencoso foram anunciados como membros do elenco principal da quarta temporada. Em 3 de novembro de 2020, foi anunciado que Itzan Escamilla e Omar Ayuso não retornariam para a 5ª temporada. Em 25 de fevereiro de 2021, a Netflix renovou a série para sua quinta temporada, com a adição do brasileiro André Lamoglia e a argentina Valentina Zenere no elenco principal. Em 25 de março, o ator francês Adam Nourou anunciou que se juntou ao elenco da quinta temporada. Miguel Bernardeau e Arón Piper, interpretes de Guzmán e Ander, não retornaram para a quinta temporada. Com o início das gravações, foi confirmado o retorno de Itzan Escamilla, Omar Ayuso, Claudia Salas, Georgina Amorós, Carla Díaz, Martina Cariddi, Manu Rìos e Pol Granch no elenco da quinta temporada. Em 20 de agosto de 2021, foi confirmado que Isabela Garrido, que já havia atuado em The Mess You Leave Behind, entrou para o elenco da temporada em um papel recorrente.
Em dezembro de 2021, a FormulaTV informou que Carmen Arrufat seria uma adição ao elenco da sexta temporada. Em janeiro de 2022, Arrufat foi confirmada para ingressar na sexta temporada, com a adição de Álex Pastrana, Alvaro de Juana, Ander Puig e Ana Bokesa ao elenco principal. Guillermo Campra, Marc Bonnin e Ignacio Carrascal, que fizeram uma participação na quinta temporada, foram promovidos a principais na sexta temporada. Em outubro de 2022, Maribel Verdú, Alejandro Albarracín, Iván Mendes, Gleb Abrosimov, Fernando Líndez e Mirela Balić foram incluídos no elenco da sétima temporada, enquanto Nadia Al Saidi, que apareceu na sexta temporada como recorrente, foi promovida a principal. Em março de 2023, a cantora Anitta e o ator Leonardo Sbaraglia foram escalados para a sétima temporada.
Em julho de 2023, Ane Rot e Nuno Gallego foram escalados para a oitava temporada, enquanto Mina El Hammani foi confirmada para reprisar o seu papel como Nadia.

### Filmagens
A série Élite é filmada inteiramente na Comunidade de Madrid (Espanha), onde se combinam diferentes áreas: La Gran Vía, o Teatro Barceló, a Universidade Europeia de Madrid, o Reservatório Valmayor, El Escorial, urbanizações como Pozuelo de Alarcón, Boadilla del Monte, Villaviciosa de Odón, La Moraleja, promovendo um espaço fictício que não é concreto na realidade. Além desses exteriores e cenários reais, algumas cenas da série também são filmadas em diferentes estúdios e sets localizados em Madrid. Todas as três temporadas da série foram filmadas em resolução de qualidade 4K.

### Música
As canções da série são supervisionadas por Lynn Fainchtein. Lucas Vidal é responsável por compor a trilha sonora original das três temporadas.

## Recepção

### Crítica profissional
"Élite inclui inúmeros clichês de programas para adolescentes, mas também aproveita a chance de cavar um pouco mais fundo e distorcê-los de maneiras mais interessantes. Combinar vários temas dramáticos ao mesmo tempo serve como novas engrenagens a serviço da trama principal. Além disso, com a adição de uma estrutura de flashback inteligente, o mistério do assassinato central é mantido à tona, e o drama de Darío Madrona e Carlos Montero rapidamente se torna viciante".

—Caroline Framke, Variety
Élite recebeu críticas positivas da mídia especializada. O Rotten Tomatoes avaliou a série Élite com uma média de 9,7/10 em suas três temporadas. A primeira temporada recebe nota 10/10 e os críticos destacam o "prazer culposo que a trama causa" e a "boa conta técnica do produto". A 2ª temporada recebeu uma classificação de 9,1/10 e os críticos elogiaram "a importância dos personagens carismáticos" e "o mistério de uma trama sangrenta, mas divertida". Para a terceira temporada, a série obteve também uma classificação de 10/10. O The A.V. Club afirma que a terceira temporada não desilude o telespectador, utilizando os interrogatórios do inspetor juntamente com a fórmula de flashbacks e flashforwards para manter a intrig.
Kathryn Van Arendonk destaca, em sua crítica escrita na revista New York - Vulture, que "Élite não tem como objetivo experimentar os novos limites da televisão, mas também não reaproveita os velhos hábitos, e é precisamente por isso que o compromisso da série com o melodrama acelerado é, sem dúvida, agradável". David Griffin classifica a primeira temporada de Elite como 8.8/10 e observa, em sua análise escrita na revista IGN, que a série Elite estabelece um "novo padrão para como uma série deve ser feita de drama adolescente" afirmando que "Elite pode ser o melhor drama de colégio na televisão". Caroline Framke, na revista Variety, explica que, ao abordar e combinar vários temas dramáticos ao mesmo tempo, a série poderia ter caído no erro de ser "um Frankenstein sobrecarregado de espetáculo", mas que isso não aconteceu em Élite. Framke avalia a primeira temporada em 9/10, observando que o "triângulo amoroso entre Marina, Samuel e seu irmão Nano é um dos enredos mais inovadores da série, que não é visto em nenhuma outra ficção sobre adolescentes". Em 13 de outubro de 2018, a Netflix recebeu comentários homofóbicos do público no Instagram em uma postagem com Omar e Ander, à qual a Netflix respondeu com emojis de arco-íris.
Na crítica especializada americana, o bom uso do slow motion também é elogiado, e a estética da série se destaca, o que ajuda a enfatizar mais o horror dramático da narração "que são quase como as de Wes Anderson em sua coordenação de cores e ângulos de 90 graus perfeitos" combinados com música assustadora.  Caroline Framke explica que a Netflix nos Estados Unidos muda automaticamente o áudio por dublagem em inglês e sugere mudar o áudio para espanhol castelhano original para uma melhor experiência.

### Resposta do público
O relatório da TV Time Binge Report (maior ferramenta de análise e monitoramento audiovisual do mundo) afirma que a primeira temporada de Élite está há três semanas no número 1 mundial, como a série mais assistida da época. O TV Time Binge Report afirma que, da mesma forma, a segunda temporada de Élite também se manteve por mais três semanas como a série mais assistida mundialmente. A terceira temporada de Elite, da mesma forma, também foi a  mais assistida no mundo por três semanas e a segunda série mais vista em sua quarta semana, de acordo com o relatório da TV Time Binge Report.
Embora a Netflix normalmente não forneça dados exatos sobre a audiência de seus produtos, em 17 de janeiro de 2019 a Netflix anuncia que a primeira temporada da série Élite foi vista em mais de 20 milhões de lares em seu primeiro mês de lançamento; e no final de 2019 a Netflix informa que a segunda temporada ficou no top 10 mundial das séries mais assistidas ao longo do ano 2019.

### Prêmios e indicações
| Ano  | Prêmio                      | Categoria                                          | Resultado |
| ---- | --------------------------- | -------------------------------------------------- | --------- |
| 2018 | Festival CiBRA              | Prêmio Orden de Toledo                             | Venceu    |
| 2019 | Premios Feroz               | Melhor série dramatica                             | Indicado  |
| 2019 | Premios Fotogramas de Plata | Melhor série espanhola segundo os leitores         | Indicado  |
| 2019 | GLAAD Media Awards          | Melhor roteiro de uma série de televisão espanhola | Venceu    |
| 2020 | Premios Fotogramas de Plata | Melhor série espanhola segundo os leitores         | Indicado  |
| 2020 | GLAAD Media Awards          | Melhor roteiro de uma série de televisão espanhola | Venceu    |